# Benjamin Proud
Benjamin „Ben“ Ross Proud (* 21. September 1994 in London) ist ein britischer Schwimmer. Bei Olympischen Spielen erschwamm er eine Silbermedaille. Er gewann bis 2024 bei Weltmeisterschaften zwei Goldmedaillen und drei Bronzemedaillen sowie bei Europameisterschaften drei Gold-, zwei Silber- und drei Bronzemedaillen. Bei Commonwealth Games erhielt er fünfmal Gold, zweimal Silber und einmal Bronze.

## Karriere
Der 1,85 Meter große Benjamin Proud besuchte das Plymouth College und schwimmt für Plymouth Leander.

### Die Jahre bis 2016
Bei den Junioreneuropameisterschaften 2012 belegte Proud den fünften Platz über 50 Meter Freistil. Über 50 Meter Schmetterling erkämpfte er die Silbermedaille hinter dem Kroaten Mihael Vukic. Auf den beiden Sprintstrecken trat Proud auch bei den Weltmeisterschaften 2013 in Barcelona an. Über 50 Meter Freistil schied er als 18. der Vorläufe aus, über 50 Meter Schmetterling wurde er 11. im Halbfinale.
Seine ersten Erfolge in der Erwachsenenklasse erreichte Proud im Juli 2014 bei den Commonwealth Games in Glasgow. Dort siegte er über 50 Meter Freistil und über 50 Meter Schmetterling. Die englische 4-mal-100-Meter-Freistilstaffel in der Besetzung Adam Brown, James Disney-May, Adam Barrett und Benjamin Proud gewann die Bronzemedaille hinter den Australiern und den Südafrikanern. Im August 2014 fanden die Europameisterschaften in Berlin statt. Proud gewann die Bronzemedaille über 50 Meter Schmetterling und wurde Vierter über 50 Meter Freistil. Die britische 4-mal-100-Meter-Lagenstaffel mit Chris Walker-Hebborn, Adam Peaty, Adam Barrett und Benjamin Proud gewann die Goldmedaille vor den Franzosen. Im Vorlauf war Ross Murdoch für Peaty und Stephen Milne für Proud eingesetzt worden, alle sechs beteiligten Briten erhielten eine Goldmedaille. Ende 2014 trat Proud bei den Kurzbahnweltmeisterschaften in Doha an und belegte mit beiden britischen Lagenstaffeln den fünften Platz.
Bei den Weltmeisterschaften 2015 in Kasan erreichte Proud über 50 Meter Freistil und über 50 Meter Schmetterling jeweils den achten Platz. Die britische Lagenstaffel mit Chris Walker-Hebborn, Adam Peaty, James Guy und Benjamin Proud schlug als Vierte mit 0,17 Sekunden Rückstand auf das drittplatzierte französische Quartett an. Im Mai 2016 war London Austragungsort der Europameisterschaften. Proud belegte mit der 4-mal-100-Meter-Freistilstaffel den siebten Platz. Über 50 Meter Freistil und über 50 Meter Schmetterling erkämpfte er jeweils die Bronzemedaille. Im August 2016 erreichte Proud bei den Olympischen Spielen in Rio de Janeiro nur den Endlauf über 50 Meter Freistil, mit 0,19 Sekunden Rückstand auf die Bronzemedaille schlug Proud als Vierter an.

### Die Jahre von 2017 bis 2020
2017 trat Proud bei den Weltmeisterschaften in Budapest nur auf den beiden 50-Meter-Strecken an. Über 50 Meter Schmetterling gewann er die Goldmedaille mit 0,04 Sekunden Vorsprung vor dem Brasilianer Nicholas Santos. Über 50 Meter Freistil schlug er hinter Caeleb Dressel aus den Vereinigten Staaten und dem Brasilianer Bruno Fratus als Dritter an, wobei er auf Fratus 0,16 Sekunden Rückstand hatte, auf den viertplatzierten Russen Wladimir Morosow aber nur 0,03 Sekunden Vorsprung. Ende 2017 wurde Proud bei den Kurzbahneuropameisterschaften in Kopenhagen Zweiter über 50 Meter Freistil und Dritter über 50 Meter Schmetterling.
Im April 2018 fanden die Commonwealth Games in Gold Coast statt. Proud siegte über 50 Meter Freistil und wurde über 50 Meter Schmetterling disqualifiziert. Die englische 4-mal-100-Meter-Freistilstaffel mit David Cumberlidge, Benjamin Proud, Jarvis Parkinson und James Guy erschwamm die Silbermedaille hinter den Australiern. Auch in der 4-mal-100-Meter-Lagenstaffel siegten die Australier vor den Engländern, die in der Besetzung Luke Greenbank, Adam Peaty, James Guy und Benjamin Proud antraten. Vier Monate später bei den Europameisterschaften in Glasgow siegte Proud über 50 Meter Freistil. Über 50 Meter Schmetterling gewann er die Silbermedaille hinter dem Ukrainer Andrij Howorow.
2019 bei den Weltmeisterschaften in Gwangju wurde die britische 4-mal-100-Meter-Freistilstaffel in der Besetzung Duncan Scott, James Guy, Benjamin Proud und Scott McLay Fünfte mit 0,59 Sekunden Rückstand auf die drittplatzierten Australier. Über 50 Meter Schmetterling wurde Proud Siebter und über 50 Meter Freistil Fünfter. Wegen der COVID-19-Pandemie fiel die Saison 2020 weitgehend aus, die Europameisterschaften und die Olympischen Spiele wurden um ein Jahr verschoben.

### Die Jahre ab 2021
Im Mai 2021 wurden die Europameisterschaften in Budapest ausgetragen. Mit 0,08 Sekunden Rückstand auf den Finnen Ari-Pekka Liukkonen gewann Proud die Silbermedaille über 50 Meter Freistil. Auch bei den Olympischen Spielen in Tokio trat Proud nur über 50 Meter Freistil an. Im Finale schlug er zeitgleich mit dem Griechen Kristian Gkolomeev als Fünfter an. Auch die Kurzbahnweltmeisterschaften 2021 im Dezember in Abu Dhabi hätten eigentlich bereits 2020 ausgetragen werden sollen. Proud belegte mit der 4-mal-100-Meter-Freistilstaffel den sechsten Platz. Über 50 Meter Freistil gewann er den Titel mit 0,25 Sekunden Vorsprung auf Ryan Held aus den Vereinigten Staaten.
Im Juni 2022 wurden in Budapest die für 2021 geplanten Weltmeisterschaften nachgeholt. Benjamin Proud wurde Siebter über 50 Meter Schmetterling. Über 50 Meter Freistil erkämpfte er die Goldmedaille mit 0,09 Sekunden Vorsprung auf Michael Andrew aus den Vereinigten Staaten. Fünf Wochen nach den Weltmeisterschaften bei den Commonwealth Games 2022 in Birmingham gewann Proud die Titel über 50 Meter Freistil und über 50 Meter Schmetterling. Zwei Wochen später bei den Europameisterschaften in Rom trat Proud nur über 50 Meter Freistil an und siegte mit 0,02 Sekunden Vorsprung vor dem Italiener Leonardo Deplano. Ende 2022 startete Proud bei den Kurzbahnweltmeisterschaften in Melbourne. Mit der 4-mal-50-Meter-Mixed-Lagenstaffel belegte er den vierten Platz, wobei er auf der Schmetterlingsstrecke antrat. Über 50 Meter Freistil schlug Proud 0,03 Sekunden nach Jordan Crooks von den Cayman Islands an und erhielt die Silbermedaille.
2023 bei den Weltmeisterschaften in Fukuoka belegte Proud den fünften Platz über 50 Meter Schmetterling. Über 50 Meter Freistil wurde er Dritter mit einer halben Sekunde Rückstand auf den australischen Sieger Cameron McEvoy und einer Hundertstelsekunde Rückstand auf Jack Alexy aus den Vereinigten Staaten. Ende des Jahres bei den Kurzbahneuropameisterschaften in Otopeni siegte die 5-mal-50-Meter-Freistilstaffel mit Benjamin Proud, Matthew Richards, Alexander Cohoon und Lewis Burras. Im Einzelwettbewerb über 50 Meter Freistil gewann Proud mit über einer halben Sekunde Vorsprung vor den zeitgleichen Florent Manaudou aus Frankreich und dem Ungarn Szebasztián Szabó. Eine weitere Goldmedaille erschwamm die 4-mal-50-Meter-Mixed-Freistilstaffel mit Benjamin Proud, Lewis Burras, Anna Hopkin und Freya Anderson.
Im Februar 2024 bei den Weltmeisterschaften in Fukuoka trat Proud nur über 50 Meter Freistil an. Es gewann der Ukrainer Wladyslaw Buchow vor Cameron McEvoy, 0,08 Sekunden hinter dem Australier schlug Proud als Dritter an. Fünf Monate später bei den Olympischen Spielen in Paris siegte Cameron McEvoy mit 0,05 Sekunden Vorsprung vor Benjamin Proud, der seinerseits 0,26 Sekunden vor Florent Manaudou anschlug.